# Zoran Vujović
Pour les articles homonymes, voir Vujovic.
Ne pas confondre avec Zoran "Zoki" Vujović
Zoran Vujović est un footballeur international yougoslave d'origine croate et bosnienne, né le 26 août 1958 à Sarajevo en Yougoslavie (aujourd'hui en Bosnie-Herzégovine). Il est le frère jumeau de Zlatko Vujović.

## Biographie
Il est lors de la saison 2007-2008 entraîneur du KAC de Kénitra, au Maroc, et du club marocain du MCO (Mouloudia Club d'Oujda) duquel il se sépare au début du mois de mars 2008.

## Carrière
- 1976 - 1986 :  Hajduk Split
- 1986 - 1988 :  Girondins de Bordeaux
- 1988 - 1989 :  AS Cannes
- 1989 - 1990 :  Étoile rouge de Belgrade
- 1990 - 1991 :  Stade Vallauris
- 1991 - 1992 :  AS Cannes
- 1992 - 1993 :  OGC Nice[2]

## Palmarès
Hajduk Split
- Champion de Yougoslavie en 1979.
- Vainqueur de la Coupe de Yougoslavie en 1977 et 1984.

 Girondins de Bordeaux
- Champion de France en 1987.
- Vainqueur de la Coupe de France en 1987.
- Vainqueur du Trophée des champions en 1986.

 Étoile rouge de Belgrade
- Champion de Yougoslavie en 1990.
- Vainqueur de la Coupe de Yougoslavie en 1990.

## Source
- Marc Barreaud, Dictionnaire des footballeurs étrangers du championnat professionnel français (1932-1997), L'Harmattan, 1997.